# Lípy u kapličky v Málkově
Lípy u kapličky v Málkově je památný strom lípa malolistá (Tilia cordata) (původně dva stromy) v Málkově v okrese Chomutov v Ústeckém kraji.
Strom roste v travnaté ploše u místní kapličky v nadmořské výšce 400 m v Mostecké pánvi nad pravým břehem Hutné. Jeden strom zanikl roku 2000. 

## Základní údaje
Obvod kmene měří 263 cm, koruna stromu dosahuje do výšky 15 metrů (měření 2009). V roce 2009 bylo stáří stromu odhadováno na 150 let.
Lípa je chráněna od roku 2000 jako esteticky zajímavý strom, součást kulturní památky a strom významný stářím a vzrůstem.

## Stromy v okolí
- Zelenská lípa
- Ahníkovská lípa